# 贝莱格拉

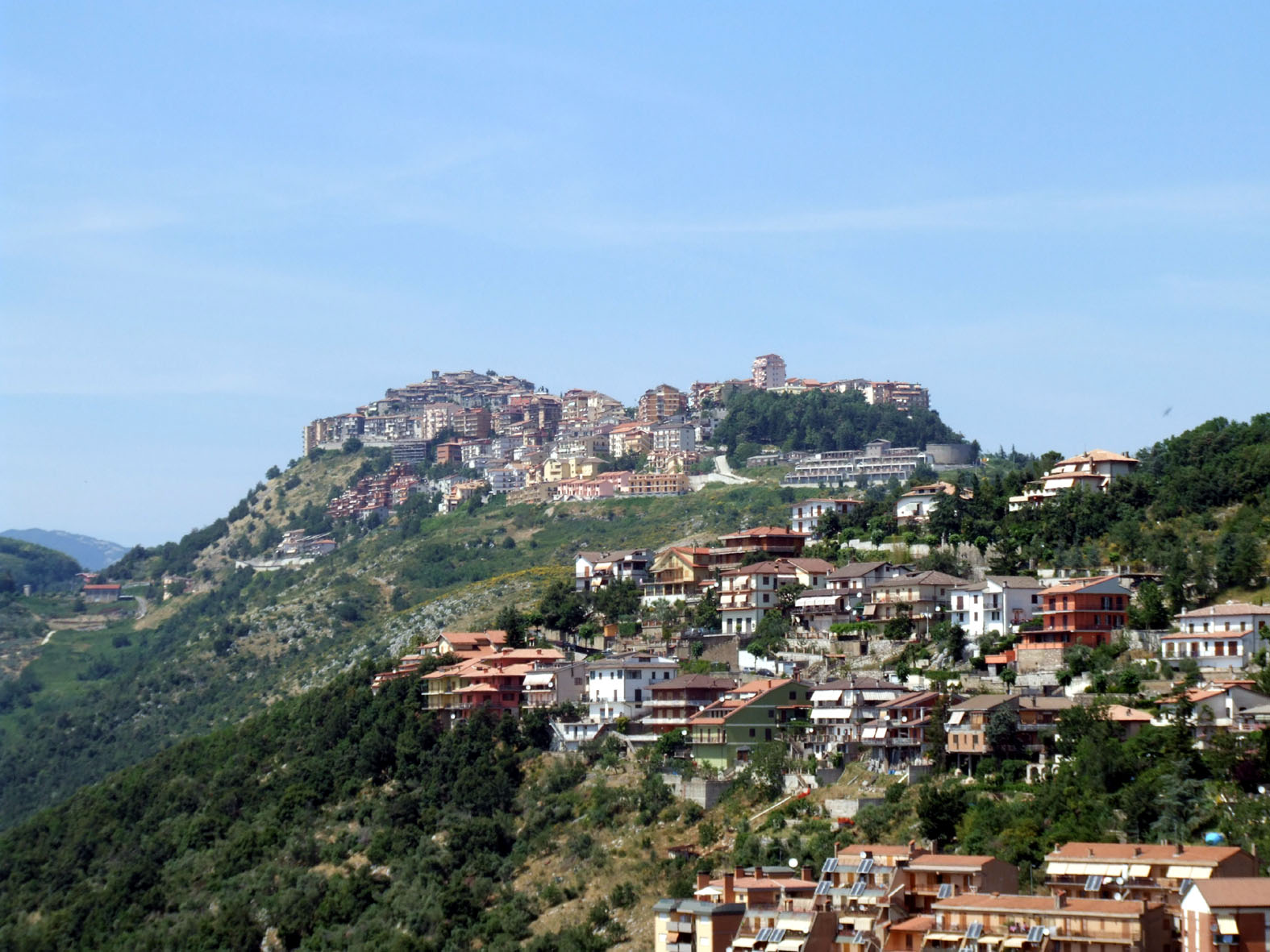
全景图

贝莱格拉（義大利語：Bellegra）是意大利拉齐奥大区罗马首都广域市的一个市镇，面积18.78平方公里，海拔高度为815米，人口2,839人（2017年），人口密度为每平方公里150人。